# Dennstaedtia
Dennstaedtia là một chi thực vật có mạch trong họ Dennstaedtiaceae.